# 1889年全米選手権 (テニス)
1889年 全米選手権（1889ねんぜんべいせんしゅけん）に関する記事。

## 大会の流れ
- この年から、女子ダブルスが全米選手権の公式競技に加わった。混合ダブルスは、3年後の1892年から公式競技になった。
- 1881年から1967年まで、全米選手権は各部門が個別の名称を持ち、大会会場も別々のテニスクラブで開かれた。これが他の3つのテニス4大大会と大きく異なる点である。
  - 男子シングルス　名称：全米シングルス選手権（U.S. National Singles Championship）／会場：ロードアイランド州、ニューポート・カジノ　（最初の会場と同じ）
  - 男子ダブルス　名称：全米ダブルス選手権（U.S. National Doubles Championship）／会場：ニューヨーク州、スタッテンアイランド・クリケット・クラブ　（会場を移転。1888年・1889年の2年間だけ）
  - 女子シングルス　名称：全米女子シングルス選手権（U.S. Women's National Singles Championship）／会場：ペンシルベニア州、フィラデルフィア・クリケット・クラブ
  - 女子ダブルス　名称：全米女子ダブルス選手権（U.S. Women's National Doubles Championship）／会場：フィラデルフィア・クリケット・クラブ　（女子シングルスと同じ）
- 男女シングルスでは、「チャレンジ・ラウンド」（Challenge Round, 挑戦者決定戦）と「オールカマーズ・ファイナル」（All-Comers Final）で優勝を決定した。男子シングルスでは第4回大会の1884年から実施されてきたが、女子シングルスは第2回競技の1888年から行われた。
  - 大会前年度優勝者を除く選手は「チャレンジ・ラウンド」に出場し、前年度優勝者への挑戦権を争う。前年度優勝者は、無条件で「オールカマーズ・ファイナル」に出場できる。チャレンジ・ラウンドの勝者と前年度優勝者による「オールカマーズ・ファイナル」で、当年度の選手権優勝者を決定した。
- 競技ルールは、基本的にはウィンブルドン選手権に準拠して実施された。ただし、セットの決着についてはまだ競技ごとのばらつきがあった。
  - 男子シングルスは1回戦から最大5セット・マッチで、一方が2ゲーム勝ち越すまでセットを続けた。（これを「アドバンテージ・セット」という。）女子シングルスでは、アドバンテージ・セットは「オールカマーズ・ファイナル」のみで実施され、チャレンジ・ラウンドは「6-5」のゲームカウントでセットを決めていた。
- 初期の全米選手権のように、外国人出場者が少なかった時期は、地元アメリカ人選手の国籍表示を省略する。

## 大会前年度優勝者
- 男子シングルス：ヘンリー・スローカム
- 男子ダブルス：オリバー・キャンベル＆バレンティン・ホール
- 女子シングルス：バーサ・タウンゼント

## 男子シングルス

### チャレンジラウンド
準々決勝
- クインシー・ショー vs. チャールズ・チェイス　6-4, 6-4, 4-6, 6-3
- パーシー・ナップ vs. ディーン・ミラー　6-4, 6-3, 6-2
- アーネスト・ミアーズ vs. フレッド・マンスフィールド　6-1, 6-2, 6-2
- オリバー・キャンベル vs. ジョセフ・クラーク　10-12, 7-5, 6-3, 6-3

準決勝
- クインシー・ショー vs. パーシー・ナップ　4-6, 6-1, 6-4, 6-4
- オリバー・キャンベル vs. アーネスト・ミアーズ　5-7, 6-1, 5-7, 6-4, 6-2

決勝
- クインシー・ショー vs. オリバー・キャンベル　1-6, 6-4, 6-3, 6-4

### オールカマーズ決勝
- ヘンリー・スローカム vs. クインシー・ショー　6-3, 6-1, 4-6, 6-2　（スローカムが本大会の優勝者になる）

## 女子シングルス

### チャレンジラウンド
1回戦
- グレース・ルーズベルト vs. マリオン・ライト　不戦勝
- リダ・ブーヒーズ vs. ローラ・ナイト　6-1, 6-2
- ヘレン・デイ・ハリス vs. レベッカ・ライセット　6-1, 6-1
- D・F・バッターフィールド vs. アン・コーリー・スミス　6-3, 6-1

準決勝
- リダ・ブーヒーズ vs. グレース・ルーズベルト　6-1, 4-6, 6-5
- ヘレン・デイ・ハリス vs. D・F・バッターフィールド　6-1, 6-3

決勝
- リダ・ブーヒーズ vs. ヘレン・デイ・ハリス　6-5, 2-6, 6-3

### オールカマーズ決勝
- バーサ・タウンゼント vs. リダ・ブーヒーズ　7-5, 6-2　（タウンゼントが本大会の優勝者になる）

## 決勝戦の結果
- 男子シングルス：ヘンリー・スローカム vs. クインシー・ショー　6-3, 6-1, 4-6, 6-2　［オールカマーズ決勝］
- 男子ダブルス：ヘンリー・スローカム＆ハワード・テーラー vs. オリバー・キャンベル＆バレンティン・ホール　6-1, 6-3, 6-2
- 女子シングルス：バーサ・タウンゼント vs. リダ・ブーヒーズ　7-5, 6-2　［オールカマーズ決勝］
- 女子ダブルス：バーサ・タウンゼント＆マーガレット・バラード vs. マリオン・ライト＆ローラ・ナイト　6-0, 6-2